# عملية مخلب النسر 2
عملية مخلب النسر 2 (بالتركية: Pençe Kartal-2 Harekatı)‏ كانت عملية جوية وبرية شنتها القوات المسلحة التركية ضد حزب العمال الكردستاني في محافظة دهوك بإقليم كردستان شمال العراق. وبحسب تركيا، فقد تم إطلاقها لتأمين الحدود بين تركيا والعراق والقضاء على حزب العمال الكردستاني في المنطقة وإنقاذ الرهائن الأتراك المحتجزين لدى حزب العمال الكردستاني.

## الخلفية
في يناير 2021 وقبل بدء العملية، زار وزير الدفاع التركي خلوصي آكار كلًا من إقليم كردستان والعاصمة العراقية بغداد ليعلن أن تركيا تعتزم القضاء على حزب العمال الكردستاني من العراق وأنها تسعى للتعاون من الحكومتين. شنت تركيا في السابق مثل عدة عمليات عملية المخلب (2019) وعملية مخلب النسر (العراق) ضد حزب العمال الكردستاني في المنطقة.

## العملية
استهدفت العملية مساحة 75 × 25 كيلومترًا على جبل جار، وهي منطقة عبور لمقاتلي حزب العمال الكردستاني من العراق إلى تركيا حوالي 50 كيلومترًا شمال شرق مدينة دهوك. شن سلاح الجو التركي، باستخدام طائرات مقاتلة وطائرات هليكوبتر هجومية، غارات جوية في الساعة 02:55 وادعى أنه دمر في وقت واحد أكثر من 50 هدفًا لحزب العمال الكردستاني في المنطقة التي تضم 6 قرى، بما في ذلك ملاجئ الغارات الجوية ومستودعات الذخيرة والمقرات. لقد عارض رئيس بلدية محلي هذا الادعاء وادعى أن الغارات الجوية أضرت فقط بمزارع الكروم وغيرها من الحقول الزراعية. غادر جميع المدنيين، ومعظمهم من المزارعين، القرى المتضررة قبل الضربات الجوية بينما تُركت العديد من الحيوانات وراءهم.
بعد الغارات الجوية، بدأت العملية البرية في الساعة 04:55  حيث تم إنزال القوات الخاصة التركية بالقرب من قرية سياني واشتركت في قتال ضد مسلحي قوات الدفاع الشعبي. قُتل ثلاثة جنود أتراك وأصيب ثلاثة آخرون خلال الاشتباك الأولي، واستمرت الاشتباكات حتى اليوم التالي. وفي اليوم الثالث، هبطت القوات التركية بدعم من الغارات الجوية من طائرات الهليكوبتر، ودخلت مخبأ غار الجبلي المحمي عالي المستوى، وأسرت مقاتلتان من قوات الدفاع الشعبي أثناء القتال ضد 8 مقاتلين من قوات الدفاع الشعبي، قُتل البقية منهم وحاول عدد قليل منهم الفرار من المنطقة. مع باراموتورات. ذكرت وزارة الدفاع التركية أن قواتها عثرت في الكهف أيضًا على جثث 13 مواطنًا تركيًا أسرهم حزب العمال الكردستاني. ادعى اتحاد مجتمعات كردستان أن العملية البرية التركية لم تكن لتتحقق دون إذن أو دعم من الحزب الديمقراطي الكردستاني الذي يسيطر على معظم المنطقة. نفى كل من الحزب الديمقراطي الكردستاني وقوات الدفاع الشعبي تورط الحزب الديمقراطي الكردستاني.
أعلنت وزارة الدفاع التركية، في 14 فبراير 2021، أن العملية «نُفِّذت بنجاح في ظروف أرضية ومناخية صعبة»، مع عودة القوات التركية إلى قواعدها، ومقتل 48 من مقاتلي حزب العمال الكردستاني. تم العثور على 13 من الرهائن الأتراك وضحايا الاختطاف الذين احتجزهم حزب العمال الكردستاني قتلى في الكهف، 12 منهم أصيبوا برصاصة في الرأس وواحد في الكتف. زعم سجينان من حزب العمال الكردستاني أسرتهما تركيا أن حزب العمال الكردستاني أعدم الأسرى الأتراك خلال بدء العملية. كما تعتبر الحكومة الأمريكية حزب العمال الكردستاني مسؤولاً عن مقتل هؤلاء الأسرى. تم التعرف على جثث 6 جنود أتراك وضابطي شرطة تم أسرهم في عامي 2015 و 2016 من بين السجناء القتلى بعد إجراء تشريح للجثث في محافظة ملاطية. كما وردت أنباء عن سقوط أفراد من جهاز الاستخبارات الوطنية بين القتلى. نفى حزب العمال الكردستاني قيامه بإعدام الرهائن والخطفين وزعم أنهم قتلوا خلال الاشتباكات. عُرض على الخريطة التي أعلنت عنها هيئة الأركان العامة للقوات المسلحة التركية رسم تخطيطي لكهف المخبأ حيث تم احتجاز الرهائن.
وبحسب الخريطة، فإن قسم السجناء الواقع في أعماق الكهف كان محميًا بأبواب حديدية وقضبان حديدية. عندما اكتشف الجنود المنطقة، لاحظوا مقتل الأسرى. أفادت مصادر أمنية تركية بالمعلومات التالية عن الأسلحة والذخائر التي ضبطت في الكهف، والتي استخدمها التنظيم كسجن ومأوى: «2 صاروخ آر بي جي، و7 مضادات للدبابات من أصل أمريكي وروسي، و2 روسي أو صيني بيكسي (بنادق رشاش بي كي)، وبندقية كلاشينكوف روسية الأصل، وسلاح قنص من نوع Zagros-2، وبندقية مشاة طراز M16 A2 كاربين 727 أمريكية المنشأ، وصاروخ دفاع جوي 8x30 ستينغر، ومنظار رؤية ليلية حرارية، ونظارات رؤية ليلية، ومشهد نهاري 8 × 24 مناظير محمولة، ومجموعة أدوات تسخير واحدة (أداة تستخدم في صيانة السلاح)، وقطعة واحدة من الرؤية النهارية فوق البندقية، وقطعة واحدة من kestel (جهاز يستخدمه القناصة لقياس الريح)، وآلة حاسبة واحدة وراديو YAHESU مختصر.»

## العواقب
تعهد المدير الإعلامي للرئاسة التركية فخر الدين ألطون «بملاحقة كل إرهابي آخر يختبئ في كهوفهم ومنازلهم الآمنة» وبانتقام «مؤلم» وبتحقيق العدالة «السريعة» بعد انتهاء العملية. أدان المتحدث باسم الرئاسة إبراهيم قالين عدم استجابة العالم الغربي، وهدد وزير الداخلية سليمان صويلو بتمزيق زعيم حزب العمال الكردستاني مراد قرايلان «إلى ألف قطعة».
في غضون ذلك، أعرب حزب الشعوب الديمقراطي الموالي للأكراد عن تعازيه في من قتلوا خلال العملية وحث حزب العمال الكردستاني على إطلاق سراح الأسرى المتبقين. فتح مكتب المدعي العام في أنقرة تحقيقات مع النائبين عن حزب الشعوب الديمقراطي هدى كايا وعمر فاروق غيرغيرلي أوغلو وآخرين زعموا أن السجناء قُتلوا جراء القصف التركي ومن شاركوا مقاطع فيديو لهؤلاء السجناء.
صرح حزب الشعب الجمهوري وهو حزب المعارضة الرئيسي في البلاد أن أردوغان تسبب في مقتل وفشل القوات التركية وأن أردوغان لم يطالب سلميًا بالإفراج عنهم ووصف العملية بأنها «فوضى». صرح زعيم المعارضة الرئيسي كمال قلجدار أوغلي أن أردوغان تسبب في الفشل، مدعيًا أنه «عادةً ما يجب على شخص ما تحمل المسؤولية والاستقالة. تذهب لإنقاذ الرهائن ويموتون. الشخص المسؤول عن شهدائنا الثلاثة عشر هو رجب طيب أردوغان».